# Julie Bernard
Julie Bernard (1 januari 1980) is een Belgische actrice.

## Biografie
Julie Bernard werd op 1 januari 1980 geboren in een klein dorp in België. Na het behalen van haar Bachelor-diploma volgde Bernard nog drie jaar studies theater. Op 22-jarige leeftijd beslist ze om zich in Parijs te vestigen. Ze debuteerde als actrice in 2010 in Rien à déclarer van Dany Boon.

## Filmografie

### Films
- 2014: Yves Saint Laurent van Jalil Lespert - la journaliste de la rue Dior
- 2012: Le Cœur des hommes 3 van Marc Esposito - Alice
- 2011: Nos plus belles vacances van Philippe Lellouche - Marie Jeanne
- 2010: Rien à déclarer van Dany Boon - Louise Vandevoorde

### Televisie
- 2016: Tantale van Gilles Porte (kortfilm) - dochter van de president
- 2015: Section de recherches (seizoen 9) -  lieutenant Juliette Delage